# Brittney Powell

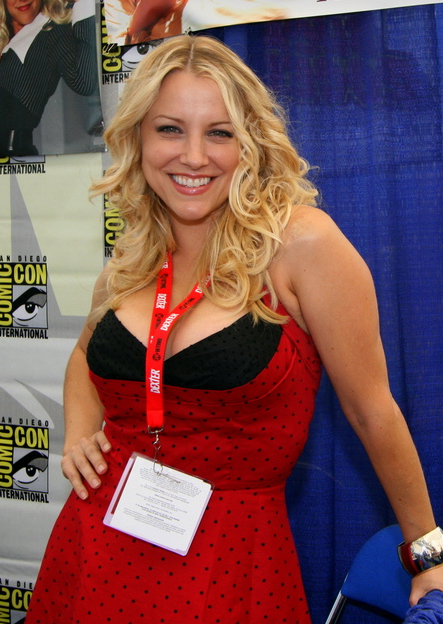
Brittney Powell 2010

Brittney Powell (geboren am 4. März 1972 in Würzburg) ist eine deutsch-amerikanische Schauspielerin.

## Leben
1991 hatte Brittney Powell ihre erste Rolle in dem Dokumentarfilm Playboy: Girls of Spring Back. Sie hatte Gastauftritte in verschiedenen Fernsehserien wie Friends, Harry und die Hendersons, The Sentinel – Wem kannst du trauen?, California Dreams, Der Polizeichef, Tarzan – Die Rückkehr, Navy CIS und Palm Beach-Duo. Sie spielte in mehreren Filmen Nebenrollen u. a. in Cool Blades – Nur der Sieg zählt, Baby Blood 2 und That Thing You Do!. 2009 präsentierte sie den Pin-Up-Kalender Safety Geeks:SVI auf der Comic-Con in San Diego (Kalifornien) und modelte für den Kalender in den Jahren 2010, 2011 und 2012.
Von 2007 bis zu seinem Tod im Jahr 2018 war Brittney Powell mit dem Schauspieler Verne Troyer liiert.

## Filmografie
- 1992: Chaos in Palm Springs (Round Trip to Heaven)
- 1992: 2000 Malibu Road (Fernsehserie, 1 Folge)
- 1992: Harry und die Hendersons (Harry and the Hendersons, Fernsehserie,  1 Folge)
- 1992: California Dreams (Fernsehserie,  3 Folgen)
- 1993: Eden (Fernsehserie)
- 1993: Karate Tiger 7 (To Be the Best)
- 1993: Cool Blades – Nur der Sieg zählt (Airborne)
- 1993: Saved by the Bell: The College Years (Fernsehserie, 1 Folge)
- 1994: Der Polizeichef (The Commish, Fernsehserie, 1 Folge)
- 1994: The Unborn II
- 1994: Reich und Schön (The Bold and the Beautiful, Fernsehserie, 2 Folgen)
- 1994: Dragonworld
- 1994: Saved by the Bell: The New Class (Fernsehserie, 1 Folge)
- 1994: Death of a Cheerleader (Fernsehfilm)
- 1995: Marker (Fernsehserie, 1 Folge)
- 1994–1995: Lisa – Der helle Wahnsinn (Weird Science, Fernsehserie, 3 Folgen)
- 1995: High Sierra Search and Rescue (Fernsehserie, 6 Folgen)
- 1995: The Jeff Foxworthy Show (Fernsehserie, 1 Folge)
- 1995: Palm Beach-Duo (Silk Stalkings, Fernsehserie, 1 Folge)
- 1995: Friends (Fernsehserie, 1 Folge)
- 1995: High Tide – Ein cooles Duo (High Tide, Fernsehserie, 1 Folge)
- 1995–1996: Campus Cops (Fernsehserie, 1 Folge)
- 1996: Renegade – Gnadenlose Jagd (Renegade, Fernsehserie, 1 Folge)
- 1996: That Thing You Do!
- 1996: Der Klient (The Client, Fernsehserie, 1 Folge)
- 1996: Fled – Flucht nach Plan (Fled)
- 1997: Dark Skies – Tödliche Bedrohung (Dark Skies, Fernsehserie, 1 Folge)
- 1996–1997: Tarzan – Die Rückkehr (Tarzan: The Epic Adventures, Fernsehserie, 2 Folgen)
- 1997: Boy Meets World (Fernsehserie, 1 Folge)
- 1997–2003: Port Charles (Fernsehserie)
- 1997: L.A. Johns (Fernsehfilm)
- 1997: L.A. Affairs (Pacific Palisades, Fernsehserie, 13 Folgen)
- 1997: Der Sentinel – Im Auge des Jägers (The Sentinel, Fernsehserie, 1 Folge)
- 1999: Beverly Hills, 90210 (Fernsehserie, 2 Folgen)
- 2000: Martial Law – Der Karate-Cop (Martial Law, Fernsehserie, 1 Folge)
- 1999–2000: Pensacola – Flügel aus Stahl (Pensacola: Wings of Gold, Fernsehserie, 2 Folgen)
- 2000: Xena – Die Kriegerprinzessin (Xena: Warrior Princess, Fernsehserie, 3 Folgen)
- 2000–2001: Titans – Dynastie der Intrigen (Titans, Fernsehserie, 4 Folgen)
- 2000–2001: 18 Wheels of Justice (Fernsehserie, 2 Folgen)
- 2002: Bram and Alice (Fernsehserie, 1 Folge)
- 2002–2003: General Hospital (Fernsehserie, 78 Folgen)
- 2004: Girlfriends (Fernsehserie, 2 Folgen)
- 2004–2005: Phil of the Future (Fernsehserie, 2 Folgen)
- 2005: Navy CIS (NCIS, Fernsehserie, 1 Folge)
- 2006: Living with Fran (Fernsehserie, 1 Folge)
- 2008: Two and a Half Men (Fernsehserie, 1 Folge)
- 2009: Midgets vs. Mascots
- 2009: Safety Geeks: SVI (Fernsehserie, 11 Folgen)
- 2010: The Adventures of Señor Toro (Fernsehserie, 1 Folge)
- 2010: Stacy’s Mom
- 2011: Douchebags TV (Fernsehserie, 1 Folge)
- 2011: Solo: The Series (Fernsehserie, 1 Folge)
- 2012: Devils Inside
- 2012: The Polterguys
- 2018: Trouble Is My Business
- 2018: I May Regret

### Autorin
- 2018: Trouble Is My Business

### Produzent
- 2018: Trouble Is My Business